# Luke Murphy
Luke Murphy, né le 21 octobre 1989 à Macclesfield, est un footballeur anglais qui évolue au poste de milieu de terrain à Crewe Alexandra.

## Biographie
Le 6 janvier 2017, il est prêté à Burton Albion.
Le 2 août 2018, il quitte Leeds United à la fin de son contrat et rejoint les Bolton Wanderers.
Le 4 septembre 2020, il rejoint Crewe Alexandra.

## Palmarès

### En club
- Crewe Alexandra
  - Vainqueur du Football League Trophy en 2013.

### Distinctions personnelles
- Membre de l'équipe type de D3 anglaise en 2013.